# Gassa a serraglio
La gassa a serraglio conosciuto anche come Nodo d'Anguilla o Nodo a Legno è un nodo a scorsoio. Se si tira la cima corrente, la stessa scorrere e stringe il palo o l'oggetto attorno a cui è stato realizzato. A differenza della più famosa sicura Gassa a frizione questo nodo è molto più semplice da realizzare e quasi immediato nella sua esecuzione.

## Usi

### Nautica
- Serve per legarsi assicurare la barca attorno ad una bitta o cardinale in maniera veloce, ma provvisoria.
- Può essere anche usato per legarla velocemente ad una tavola da caricare a bordo.

### Musica
- Serve legare le corde della chitarra o dell'ukulele.

### Altri usi
- Viene usato dagli arceri per legare il cordino in fondo all'arco inglese lungo.

## Esecuzione
Si fa passare la corta attorno all'oggetto, poi facendo un occhiello attorno alla corda, si iniziano a dare delle spire attorno alla cima corrente e si tira la cima corrente, il nodo andrà a stringersi attorno a quello a cui è stato fatto.